# Lochia apicalis
Lochia apicalis là một loài bướm đêm trong họ Noctuidae.